# Роузи Перез
Роузи Перез (енгл. Rosie Perez) је америчка глумица, рођена 6. септембра 1964. године у Њујорку (САД).

## Филмографија
| Улоге Роузи Перез |                         |               |                  |          |
| Година            | Српски назив            | Изворни назив | Улога            | Напомена |
| 1992.             | Белци не умеју да скачу |               | Глорија Клементе |          |
| 1997.             | Пердита Дуранго         |               | Пердита Дуранго  |          |
| 2020.             | Птице грабљивице        |               | Рени Монтоја     |          |
| 2020.             | Стјуардеса              |               | Меган Брискоу    |          |